# HD 134597
HD 134597，又名CD-47 9779，SAO 225533、HR 5650，是一颗恒星，视星等为6.33，位于銀經325.81，銀緯8.29，其B1900.0坐标为赤經15h 5m 34.9s，赤緯-47° 8.29′ 24″。